# Moon Patrol
Moon Patrol est un jeu vidéo développé par le studio japonais Irem et commercialisé en 1982 sur borne d'arcade. Il a été adapté sur divers supports familiaux. Il s'agit d'un shoot 'em up à défilement horizontal.

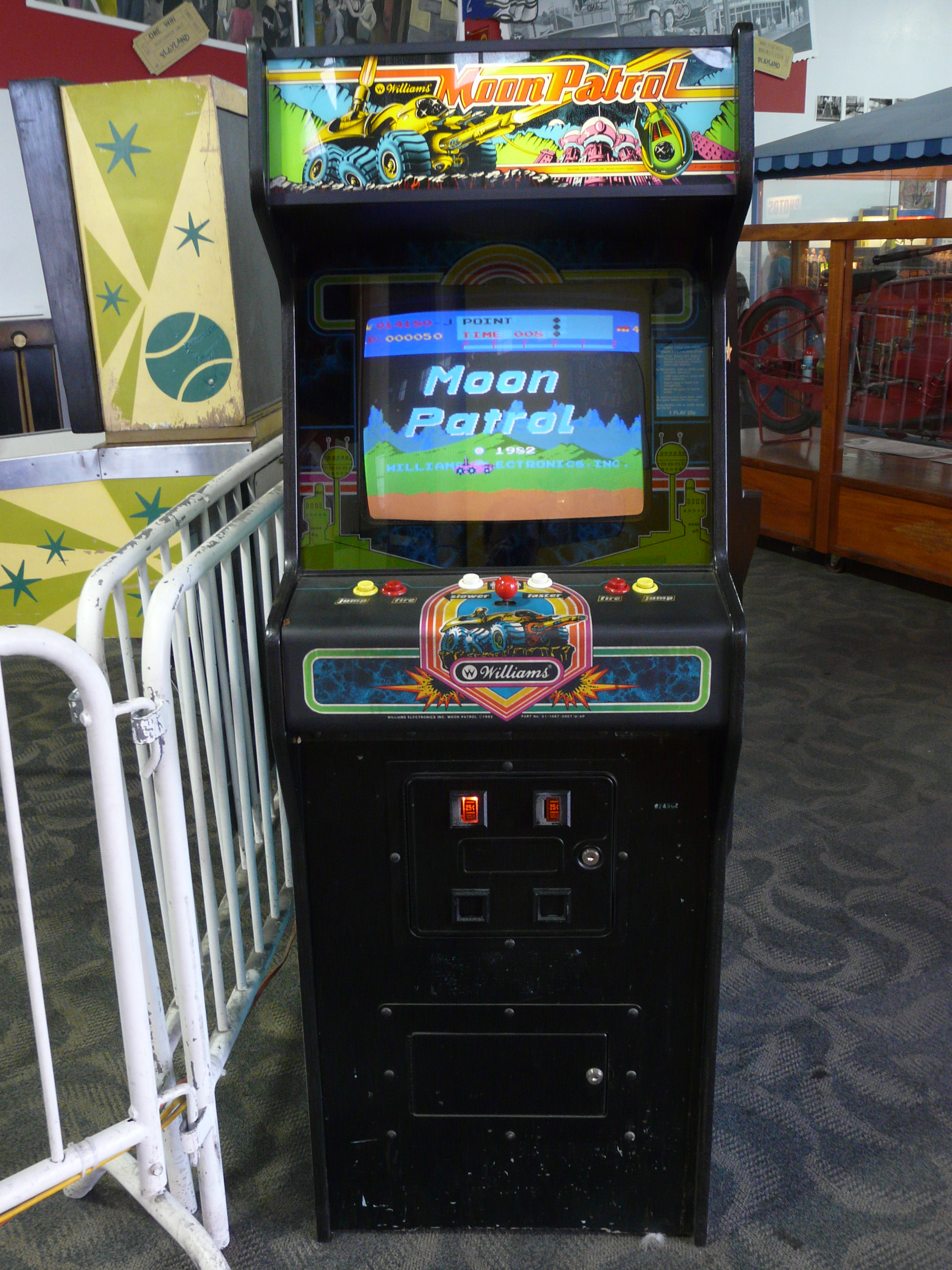
Borne d'arcade Moon Patrol.

## Système de jeu
Le joueur contrôle un véhicule terrestre dans des environnements lunaires visualisés de profil. Le véhicule se déplace vers la droite de l'écran et le but est d'éliminer les soucoupes volantes et les tanks ennemis qui se présentent. La borne d'arcade présente un joystick à deux directions (pour modifier la vitesse du véhicule) et deux boutons : l'un pour tirer (le véhicule possède un canon dirigé vers l'avant et un autre dirigé vers le dessus), l'autre pour faire sauter le véhicule (afin de contourner les cratères, mines et autres blocs de roches présents sur le parcours).

## Réalisation
Moon Patrol est l'un des premiers shoot 'em up à défilement horizontal linéaire  (par opposition aux jeux de tir fixe dans la veine de Space Invaders). Après Defender (1980), il est aussi l'un des premiers jeux vidéo à utiliser la technique du défilement différentiel, procédé qui consiste à faire défiler les calques représentant le décor à des vitesses différentes afin de simuler une perspective de mouvement (plus l'élément du décor est supposé être éloigné, plus il défile lentement).

## Commercialisation
Irem a cédé la licence d'exploitation du jeu en occident à Williams Electronics. Le jeu a été porté, entre autres, sur Apple II, Atari 2600, Atari 5200, Atari 8-bits, Commodore 64, Commodore VIC-20, DOS (1983), MSX, TI-99/4A (1984) et Atari ST (1987). La plupart des portages ont été édités par Atarisoft (en) (sauf MSX et Atari ST). La ColecoVision et le ZX Spectrum possèdent aussi leur version du jeu mais elles n'ont jamais été commercialisées.
Midway Games a réédité le jeu sur PlayStation, PC (Windows) puis Dreamcast dans la collection Arcade's Greatest Hits (1997) et sur Game Boy Color (en pack avec Spy Hunter, 1999).